# Welcome to the Family (EP)
Pour les articles homonymes, voir Welcome to the Family.
Albums de Avenged Sevenfold
Nightmare
(2010) Hail to the King
(2013)
Welcome to the Family est le second EP du groupe Avenged Sevenfold. Il est commercialisé le 21 décembre 2010 et distribué par Warner Bros. L'EP présente les singles Welcome to the Family, 4:00 AM, Seize the Day (Live in Seattle) et Welcome to the Family. Le single 4:00 AM est une piste non-enregistrées sur les sessions Nightmare. 

## Pistes
| 1.    | Welcome to the Family          | 4:05 |
| 2.    | 4:00 AM                        | 5:00 |
| 3.    | Seize the Day (live à Seattle) | 5:38 |
| 14:43 |                                |      |

## Formation
Avenged Sevenfold
- M. Shadows – chant
- Zacky Vengeance – guitare rythmique, chant secondaire de 'Seize the Day
- The Rev - batterie, chant secondaire de Seize the Day
- Synyster Gates – guitare rythmique, chant secondaire de Seize the Day
- Johnny Christ – basse, chants sur l'intro Seize the Day

Musiciens additionnels
- Mike Portnoy — batterie sur Welcome to The Family et 4.00 AM

Production
- Mike Elizondo — producteur
- Andy Wallace — mixage
- Ted Jensen — mastering
- Cam Rackam — couverture